# Zeynab Habib
Zeynab Habib, właśc. Zeynab Habib Oloukèmi (ur. 25 września 1975 w Abidżanie) – benińska piosenkarka pochodząca z Wybrzeża Kości Słoniowej. W 2005 roku zwyciężyła na Kora Awards w kategorii Najlepsza Artystka wschodniej Afryki. Od 2007 roku jest ambasadorką dobrej woli Unicef.

## Życiorys
Zeynab Habb urodziła się i dorastała na Wybrzeżu Kości Słoniowej. W 1993 roku wróciła do Beninu, gdzie rozpoczęła naukę na Uniwersytecie Allada (Allada College of General Education).
W 1997 roku dołączyła do zespołu Pentium, który grał koncerty w hotelu Sheraton oraz Novotel Orisha. W 2002 roku wydała swój pierwszy album zatytułowany Intori.
W 2007 roku Zeynab została krajowym ambasadorem dobrej woli Unicef w Beninie.

## Dyskografia[5]

### Albumy
- 2002 – Intori
- 2004 – D'un endroit à l'autre
- 2011 – Olukèmi

### Single
- 2003 Interlude
- 2003   Tourné
- 2003   Ovi
- 2003   Dokounon wamamonon
- 2003   Mensonge
- 2003   Infime espoir
- 2003   Le monde est beau
- 2003   Nanou
- 2004 Crazy
- 2004   Move Your Body
- 2004   Enfant
- 2004   Interlude 2
- 2004   Inan ran
- 2004   Bolodjo
- 2006 Mal de toi (feat Kaysee)
- 2007 Siyin (feat Ardiess)
- 2007   Baba mi
- 2008 Sauvons la vie de nos enfants
- 2008   Combien de temps (feat Ardiess)
- 2009 Iri Aye (feat Mouf King)
- 2009   Ewonu JO
- 2009   Bébé yiga
- 2009   Dotomi
- 2009   Ayé lé
- 2010 Pour son amour
- 2010   Chacun à sa chance
- 2010   Femme battue
- 2010   Want u mine (feat Promzy)
- 2010   Si j’étais riche
- 2010   Ma belle-sœur
- 2010   Emotions nouvelles
- 2010   Les médisants (feat Billy Billy)
- 2010   Wake up (feat Koba)
- 2010   Forever (feat Ramou)
- 2011 Mon pays
- 2011   Je vous remercie
- 2011   Mogba ara da
- 2011   Time has come remix (feat Ardiess)
- 2013 Oremiwan
- 2014 Sweet Combine
- 2014   Imagine every child counts
- 2014   Tanyi Adoho (feat Vi-Phint)
- 2014   Tes je t'aime
- 2014   Ewa ka sè iré (feat Double S)
- 2015 Chéri (Feat Jim West)
- 2015 – I no go die
- 2018 OWO
- 2018   Abdulaye
- 2019 Amen